# David Norrie
David Doherty Norrie (Boston, 30 novembre 1963) è un ex giocatore di football americano statunitense che ha militato nel ruolo di quarterback nella National Football League (NFL).

## Carriera
Norrie fu scelto nel corso dell'undicesimo giro (291º assoluto) del Draft NFL 1986 dai Seattle Seahawks. Fece parte del roster della squadra per una sola stagione, senza mai scendere in campo. L'anno seguente passò ai New York Jets con cui disputò 2 partite come titolare durante lo sciopero dei giocatori, passando 376 yard, un touchdown e subendo 4 intercetti.